# Leucocoryne purpurea
Leucocoryne purpurea är en amaryllisväxtart som beskrevs av Claude Gay. Leucocoryne purpurea ingår i släktet Leucocoryne och familjen amaryllisväxter. Inga underarter finns listade i Catalogue of Life.